# Luis Felipe
Luis Felipe Hungria Martins (Cuiabá, 17 mei 2001) is een Braziliaans voetballer die als verdediger voor Londrina EC speelt.

## Carrière
Luis Felipe speelde in de jeugd van Coritiba Foot Ball Club. Hij liep gedurende zijn periode bij Coritiba al enkele keren stage bij PSV, en in januari 2020 maakte hij definitief de overstap naar Eindhoven. Hier tekende hij een contract tot medio 2023. Hij debuteerde in het betaald voetbal voor Jong PSV op 29 augustus 2020, in de met 1-6 verloren thuiswedstrijd tegen SBV Excelsior. Hij werd een vaste waarde bij Jong PSV en speelde in zijn eerste seizoen twintig wedstrijden. Ook zat hij een aantal keer bij de selectie van het eerste elftal van PSV. Hij debuteerde voor het eerste elftal op 1 november 2020, in de met 4-0 gewonnen thuiswedstrijd tegen ADO Den Haag. Hij kwam in de 86e minuut in het veld voor Ryan Thomas. Aan het einde van het seizoen raakte hij zijn basisplaats kwijt en ook in het seizoen 2021/22 kwam hij minder in actie. In 2022 vertrok hij transfervrij naar Cruzeiro EC, waar PSV een samenwerkingsverband mee heeft. Hier speelde hij in een half jaar drie wedstrijden bij het Cruzeiro wat kampioen werd van de Série B. In 2023 werd hij verhuurd aan Tombense FC, waarna hij transfervrij naar Londrina EC vertrok.

### Statistieken
| Seizoen                        | Club           | Land           | Competitie     | Competitie | Competitie | Beker | Beker | Totaal | Totaal |
| Seizoen                        | Club           | Land           | Competitie     | Wed.       | Dlp.       | Wed.  | Dlp.  | Wed.   | Dlp.   |
| ------------------------------ | -------------- | -------------- | -------------- | ---------- | ---------- | ----- | ----- | ------ | ------ |
| 2020/21                        | Jong PSV       | Nederland      | Eerste divisie | 20         | 0          | –     | –     | 20     | 0      |
| 2020/21                        | PSV            | Nederland      | Eredivisie     | 1          | 0          | 0     | 0     | 1      | 0      |
| 2021/22                        | Jong PSV       | Nederland      | Eerste divisie | 14         | 0          | –     | –     | 14     | 0      |
| 2022                           | Cruzeiro EC    | Brazilië       | Série B        | 3          | 0          | 0     | 0     | 3      | 0      |
| 2023                           | → Tombense FC  | Brazilië       | Série B        | 5          | 1          | 2     | 0     | 7      | 1      |
| 2024                           | Londrina EC    | Brazilië       | Série C        | 0          | 0          | 7     | 0     | 7      | 0      |
| Carrièretotaal                 | Carrièretotaal | Carrièretotaal | Carrièretotaal | 43         | 1          | 9     | 0     | 52     | 1      |
| Bijgewerkt op 18 februari 2024 |                |                |                |            |            |       |       |        |        |